# Bundesautobahn 263
Die früher geplante Bundesautobahn 263 (Abkürzung: BAB 263) – Kurzform: Autobahn 263 (Abkürzung: A 263) – sollte vom Autobahnkreuz Schwarzenbek/Grande mit der BAB 24 südlich von Bad Oldesloe östlich an der Stadt Geesthacht (hier mit einem Anschluss an die BAB 25) vorbei mit einer Elbquerung bis nördlich Egestorf an die BAB 250 reichen. Diese Strecke wird heute weitgehend durch die Bundesstraße 404 nachvollzogen. Der Bundesverkehrswegeplan 2003 sieht einen Ausbau der Strecke und eine Aufstufung als südlichen Teil der BAB 21 im weiteren Bedarf mit hohem ökologischen Risiko vor.
Sollte das Verkehrsprojekt verwirklicht werden, würde die zukünftige BAB 39 an den südlichen Teil anschließen und so eine Verbindung von Salzgitter bis Kiel ermöglichen. Mit der östlichen Elbquerung könnte auch der Transitverkehr an Hamburg vorbeigeführt werden.